# “M-2”计划
“M-2”计划 ，是越南人民军对老山地区发动的一次营级规模攻势。也是越军于两山轮战期间发动的最后一次营级规模及以上的攻势。

## 背景
1985年5月31日，越南人民军发动“M-1计划”，夺取了中国人民解放军驻守的211高地的1、2号哨位，并利用火炮对中方反攻部队造成大量杀伤，随后在广播中播报“211高地已被我方夺取”。在认为自己尝到甜头后，越军副总参谋长黎玉贤赶赴河江战场，与越南人民军第2军区主要将领武立、阮友安、黎威密等人多次谋划，制定了代号为“M-2”的加强营规模反扑计划，由步兵313师师长杜清池直接指挥，目标是夺取中方由595团1连占领的李海欣高地与595团6连占领的111号高地后围攻核心阵地146高地。该计划的相关情报于7月16日被中方截获，中方及时调整了部署，并派出了通讯保障分队对通讯进行了保障。

## 过程

### 越军攻势
7月19日拂晓，越军发起“M-2”攻势，由步兵313师师长杜清池直接指挥，出动了754团和982团的2个加强营兵力，在炮火掩护下，向第67军199师595团防守的那拉前沿111号高地、142号高地发起多波次的连续轮番攻击。同时以部分兵力沿140号、142号高地之间谷地向146号高地右翼穿插，企图首先割裂并攻占中方两个前沿阵地，尔后围攻核心阵地146号高地。解放军6连和1连依托阵地，对越军采取放近再打的方式，同时组织255高地的坚守分队以高射机枪火力打击111号高地东南侧冲击之敌，支援主阵地战斗。199师597团在140号高地的坚守分队也以火力严密封锁东侧的谷地口子，拦阻穿插之越军，最终将进攻的越军击退。
19日18时后，越军炮兵对解放军在那拉的前沿阵地和浅近纵深实施了猛烈射击，尔后又投入881团5营6连，分别组织排规模兵力对111号、142号高地实施偷袭和袭扰性进攻。595团1连、6连坚守分队及时发现越军企图，步炮协同将其击退。尔后解放军坚守分队抓紧时间组织抢修工事，抢救伤员，并加强对翼侧、间隙地的观察和控制。不久，团指挥所分别派出增援分队到达111号、142号高地，加强了两个阵地的防御力量。当夜21时30分、22时41分、23时29分，越军分别组织连排规模兵力向111号、李海欣高地实施进攻和偷袭。解放军守军呼叫师属炮兵团支援，再次击退越军。这次进攻结束后，595团甚至将高射机枪搬到了可以支援李海欣高地和111号高地的阵地中以便于平射。
从20日拂晓开始，越军又先后组织从班至连规模兵力，对上述阵地发起了多波次、多方向的轮番攻击和偷袭，并再次试图沿谷地向146号高地穿插。595团1连、6连等坚守分队在多数工事被毁的情况下，运用战术，利用浓雾，交替跃出工事占领有利地形近战歼敌，有的哨位甚至与越军展开了面对面的短兵激战。师、团属炮兵继续予以及时支援，分段拦阻越军的梯次进攻队形，重点压制敌纵深炮兵；146号、255、145号高地上的高射机枪、轻重机枪形成三面火网封锁谷地，595团火力队也从翼侧打击越军，对其造成重大伤亡。激战到20日23时，越军的进攻和偷袭全部被击退。自此“M2”计划结束，中国人民解放军仍然控制李海欣高地与111号高地。

### 韦昌进
在战斗期间，577与111号高地遭越军围攻最紧密，态势也最恶劣，其中577高地的6号哨位更是首当其冲。6号哨位由苗廷龙、韦昌进、程玉山等4人驻守，战斗到最激烈的时候，哨位4人中2人已经阵亡，苗廷龙也失去意识，阵地上仅剩左眼已失明的韦昌进。此时越军已经距离阵地极近，韦昌进在情急之下用步话机向炮兵喊话：“为了祖国，为了胜利，向我开炮！向我开炮！”并强忍着剧痛为炮兵火力提供引导，先后击退越南人民军8次连排规模反扑，11个小时独自坚守哨位，成功守住了阵地。最终苗廷龙与韦昌进均被199师直属防化连增援救下并生还。韦昌进的英勇行为被认为与电影《英雄儿女》中的王成相似，他也因此被称为“老山王成”、“王成式的英雄”，中央军委战后授予其“战斗英雄”荣誉称号，2017年获得八一勋章。

## 意义
此战被认为是595团在经历第一次211高地战斗失败后的雪耻之战，此战595团通过炮兵优势大量杀伤越军，打乱了越军的雨季作战计划，可以说扭转了济南军区轮战期间自第一次211高地战斗以来的被动局面。此战同时有力地打击了越军的士气，直接导致了在此战后越军不再发动规模超过一个营兵力的攻势，并为9月发起并取得胜利的第二次211高地战斗奠定了基础。

## 被授予荣誉称号的个人与单位

### 个人
- 韦昌进：595团6连战士，被中央军委授予“战斗英雄”荣誉称号
- 王效章：595团6连指导员，被成都军区授予“模范指导员”荣誉称号
- 刘贤军：595团6连卫生员，被成都军区授予“战地模范卫生员”荣誉称号

### 单位
- 老山坚守英雄连：陆军第199师595团6连

## 脚注
1. ↑  199师炮兵团下属：
  - 榴弹炮营，18门54式122毫米榴弹炮

  - 火箭炮营，18门63式107毫米火箭炮

  - 加农炮营，18门56式85毫米加农炮